# Brug van Maxwell

Brug van Maxwell

De brug van Maxwell is een schakeling, gebaseerd op de brug van Wheatstone, voor het bepalen van de zelfinductie van een onbekende spoel door middel van een gekalibreerde weerstand en een condensator. Met de brug kan ook de inwendige weerstand van de spoel bepaald worden. De brug is genoemd naar de Schotse natuurkundige James Maxwell.

## Werking
Een spoel met onbekende zelfinducie {\displaystyle L_{x}} en onbekende inwendige weerstand {\displaystyle R_{x}} is opgenomen in een tak van de schakeling volgens de brug van Maxwell. Het onderste deel van de tak bestaat uit een weerstand {\displaystyle R_{3}}. De andere tak van de brug bevat bovenin een bekende weerstand {\displaystyle R_{1}} en onderin een parallelschakeling van een variabele weerstand {\displaystyle R_{a}} en een variabele condensator met capaciteit {\displaystyle C_{a}}. De brug wordt gevoed met een wisselspanning met hoekfrequentie {\displaystyle \omega }. 
Als de brug bij deze frequentie in evenwicht is, geldt voor de impedanties in de verschillende delen van de takken:
{\displaystyle {\frac {Z_{x}}{Z_{3}}}={\frac {Z_{1}}{Z_{a}}}}
Daarin is:
{\displaystyle Z_{1}=R_{1}}
{\displaystyle Z_{x}=R_{x}+j\omega L_{x}}
{\displaystyle Z_{3}=R_{3}}
{\displaystyle Z_{a}={\frac {1}{{\frac {1}{R_{a}}}+j\omega C_{a}}}}
Er volgt dus:
{\displaystyle {\frac {R_{x}+j\omega L_{x}}{R_{3}}}=R_{1}\left({\frac {1}{R_{a}}}+j\omega C_{a}\right)}
Na herschikking wordt dit:
{\displaystyle R_{x}+j\omega L_{x}={\frac {R_{1}R_{3}}{R_{a}}}+j\omega R_{1}R_{3}C_{a}},
zodat de ohmse weerstand van de spoel gelijk is aan:
{\displaystyle R_{x}={\frac {R_{1}}{R_{a}}}R_{3}}
en de zelfinductie gelijk is aan
{\displaystyle L_{x}=R_{1}\cdot R_{3}\cdot C_{a}}
Het blijkt dat de bepaling van de zelfinductie onafhankelijk is van de frequentie van de gebruikte wisselspanning. Het evenwicht van de brug is dus voor alle frequenties hetzelfde.
Soms wordt de brug eerst voor gelijkstroom in evenwicht gebracht, waarmee de ohmse weerstand van de spoel bepaald wordt. Ook dan geldt:
{\displaystyle {\frac {R_{x}}{R_{3}}}={\frac {R_{1}}{R_{a}}}}
Graetz ·
H-brug ·
Hay ·
Maxwell ·
De Sauty ·
Schering ·
Thomson (Kelvin) ·
Wheatstone ·
Wien